# 토크쇼, 회전목마
《토크쇼, 회전목마》는 대한민국의 KBS에 1995년 9월 4일부터 1996년 5월 6일까지 방송된 교양 프로그램이다.

## 기획 의도
부부생활을 통해 일어났던 애중의 순가, 역경을 사랑으로 이겨낸 사례 등 가부장적 사회통념에서 화목한 가정을 일구어 낸 어머니의 참모습을 솔직하게 돌아켜 보며 가정의 소중함을 일 깨우고, 바람직한 부부상을 제시하는 휴먼 토크쇼 프로그램이다.

## 방송 시간
- KBS 2TV - 1995년 9월 4일(9월 5일) ~ 1996년 5월 6일(5월 7일) : 매주 월요일 밤 12시 ~ 12시 50분

## 같이 보기
- 부부